# Élaine Michaud
Pour les articles homonymes, voir Michaud.
Élaine Michaud (née le 17 octobre 1985 à Longueuil) est une femme politique québécoise. Elle est députée de la circonscription de Portneuf—Jacques-Cartier à la Chambre des communes du Canada de 2011 à 2015.

## Biographie
Dans sa jeunesse, sa famille a habité successivement à Longueuil, Gatineau et Jonquière, suivant les affectations de son père, militaire de carrière. Détentrice d'un baccalauréat en psychologie (2007) et d'un baccalauréat en science politique (2009) de l'Université Laval, Élaine Michaud a également entrepris, en 2010, une maîtrise à l'École nationale d'administration publique.
Lors de l'élection fédérale du 2 mai 2011, elle est élue députée néo-démocrate de la circonscription de Portneuf—Jacques-Cartier, délogeant le député indépendant André Arthur.
De 2011 à 2013, Élaine Michaud est membre du Comité permanent des langues officielles. Elle devient également vice-présidente de l'Association interparlementaire Canada-France. Le 2 mai 2012, elle est désignée par ses collègues comme vice-présidente du caucus du Québec du NPD.
Puis, en août 2013, Thomas Mulcair la nomme porte-parole adjointe en matière de défense nationale . Sa présence sur le Comité permanent de la défense nationale de même qu'au sein de l'Association parlementaire de l'Otan est d'autant plus pertinente par la présence de la base militaire de Valcartier dans la circonscription de Portneuf-Jacques-Cartier .
Parmi les principaux dossiers sur lesquels la députée de Portneuf—Jacques-Cartier s'est concentrée, on retrouve l'aérodrome de Neuville, l'eau contaminée à Shannon, les soins en matière de santé mentale chez les militaires de même que les compressions en défense nationale .
Lors des élections fédérales de 2015, Élaine Michaud est défaite par le candidat du Parti conservateur du Canada, Joël Godin.

## Varia
En 2012, Élaine Michaud s'est classée 38e parmi 302 députés pour le temps de parole exercé à la Chambre des communes du Canada .